# Retos (revista)
Retos es una revista científica bilingüe publicada por la Universidad Politécnica Salesiana de Ecuador con frecuencia semestral desde el año 2011. Trata sobre temas económicos y financieros tales como: administración pública, economía social, cooperativismo, asociacionismo, marketing, turismo, emprendimiento, gerencia y migraciones.
Consta de un equipo de trabajo, distribuidos en un consejo de editores, consejo científico, consejo internacional de revisores y consejo institucional de la UPS. Su objetivo es promover y difundir las publicaciones de artículos científicos e inéditos, en sus líneas transdisciplinares en investigación de administración y economía, abordando problemáticas de carácter general.
Todos los manuscritos son recibidos a través del sistema Open Journal System (OJS), revisados por un sistema de doble ciego. Se publica bajo una licencia Creative Commons y se encuentra indexada en varios índices académicos.

## Historia
Publicó su primer número en enero del 2011, con artículos del área de Ciencias Administrativas y Económicas y sus líneas transdisciplinares, con una periodicidad semestral.

## Gestión
Utiliza el sistema de revisión por pares realizado por revisores expertos, bajo la metodología de pares ciegos aspecto que se expone como una garantía de proceso editorial objetivo y transparente. Esta revista se encuentra indexada en Scopus Q3, Emerging Sources Citation Index (ESCI), en Web of Science, en el catálogo de LATINDEX, REDALYC y forma parte de la Red Iberoamericana de Innovación y Conocimiento Científico (REDIB).
En 2019 fue aceptada en el ranking de la Red Iberoamericana de Innovación y Conocimiento Científico (REDIB), siendo la única única revista de Ciencias Administrativas y Económicas del Ecuador en esta clasificación científica internacional.

## Edición
La revista se edita semestralmente en dos versiones: impresa (pISSN: 1390-6291) y electrónica (eISSN: 1390-8618), en inglés y español, identificando cada artículo con un DOI (Digital Object Identifier System). 